# Banana

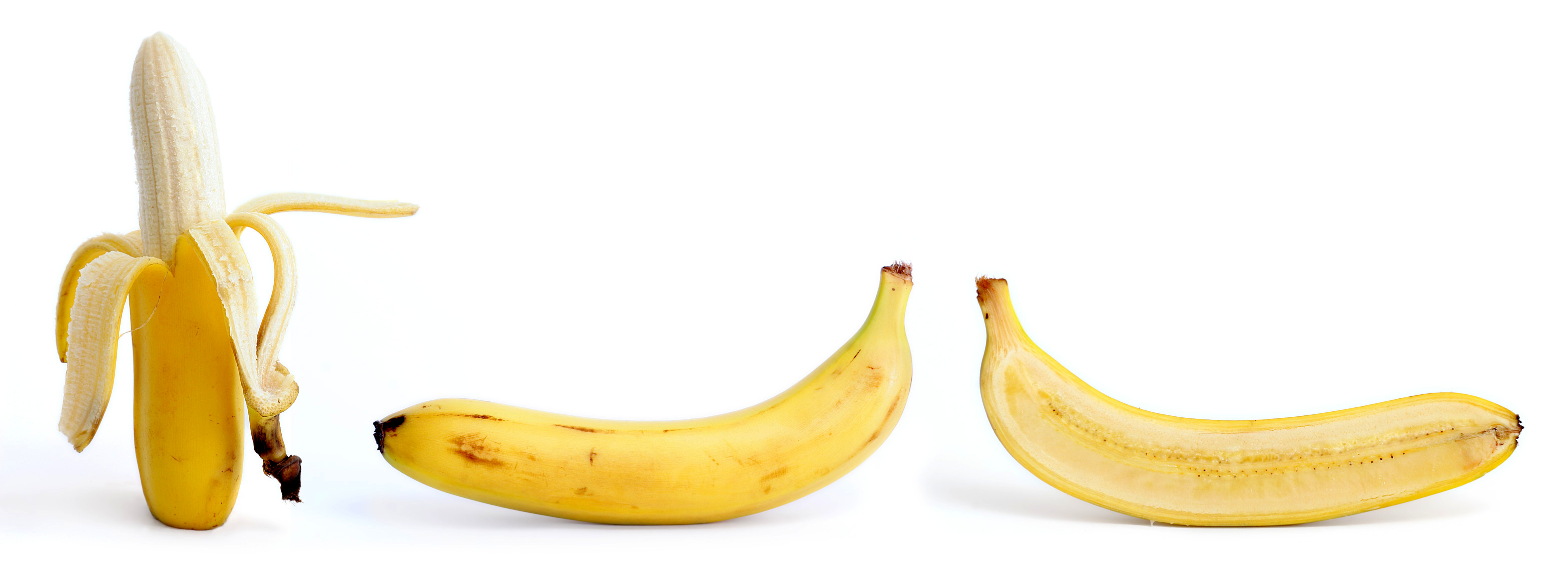
Banana sin pelar y pelada.

Nombre común según el país.

La banana, conocida también como banano, plátano, guineo maduro, guineo, cambur, gualele o minimo es un fruto comestible de varios tipos de grandes plantas herbáceas del género Musa (de origen indomalayo).
A estas plantas de gran porte que tienen aspecto de arbolillo se las denomina plataneras, bananeros, bananeras, plátanos o bananos.
Es un fruto con cualidades variables en tamaño, color y firmeza, alargado, generalmente curvado y carnoso, rico en almidón, cubierto con una cáscara, que puede ser verde, amarilla, roja, púrpura, dorada o marrón cuando está madura. Los frutos crecen en piñas que cuelgan de la parte superior de la planta. Casi todos los plátanos en la actualidad son frutos estériles que no producen semillas fructificantes y provienen de dos especies silvestres: Musa acuminata y Musa balbisiana. El nombre científico de la mayoría de los plátanos cultivados es Musa × paradisiaca, el híbrido Musa acuminata × M. balbisiana, con distintas denominaciones var. o cultivares, dependiendo de su constitución genómica.
Los plátanos, de los que se conocen más de mil variedades, proporcionan alimento a grandes poblaciones humanas en dos formas principales:
- Plátanos de postre o dulces, para comer principalmente crudos, con gran parte de su fécula convertida en azúcar, destacando la variedad cavendish, que representa aproximadamente el 47 % de la producción mundial.
- Plátanos de cocinar o de guisar, más grandes, se comen cocinados de formas diversas, con diferentes variedades como el plátano macho o el pisang awak en Asia. Se suelen consumir hervidos, asados o fritos, independientemente de si están maduros o no.

## Etimología
«Plátano» surgió en el siglo XV desde el latín platanus, que a su vez proviene del griego antiguo en el que plátos significa «anchura», haciendo referencia a la anchura de las hojas del árbol.
Se cree que la palabra «banano» es de origen africano, posiblemente de las lenguas bantúes banaana, que posteriormente pasó al portugués. «Banana» surgió más tarde, alrededor del siglo XVIII, posiblemente como préstamo lingüístico por el comercio con los portugueses, que entró al vocabulario castellano por Canarias y se extendió a América, donde en algunos lugares se prefiere usar el término «banana».

## Descripción

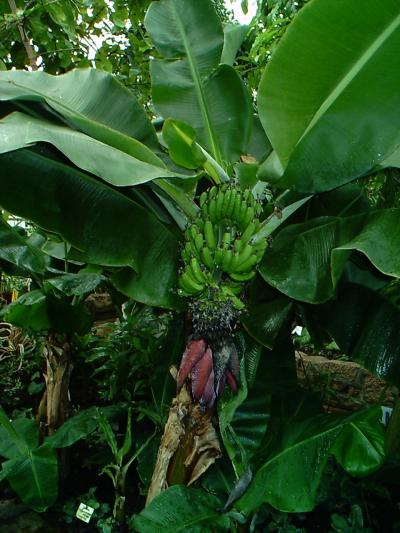
Platanera con frutos.

Las plantas de plátano son cultivos perennes que crecen desde una cepa gruesa subterránea brotando con rapidez varios vástagos de los que normalmente se deja uno para favorecer el crecimiento del fruto, pudiendo cosecharse durante todo el año.
Tarda entre 80 y 180 días en desarrollarse por completo. En condiciones ideales fructifican todas las flores femeninas, adoptando una apariencia dactiliforme que lleva a que se denomine mano a las hileras en las que se disponen. Puede haber entre cinco y veinte manos por espiga, aunque normalmente se trunca la misma parcialmente para evitar el desarrollo de frutos imperfectos y evitar que el capullo terminal insuma las energías de la planta. El punto de corte se fija normalmente en la "falsa mano", una en la que aparecen frutos enanos. En total puede producir unos 300 a 450 frutos por espiga, con un peso superior a 50 kg.[cita requerida]
El fruto es una falsa baya epígina de 7 a 30 cm de largo y hasta 5 de diámetro, que forma un racimo compacto. Está cubierta por un pericarpio coriáceo verde en el ejemplar inmaduro y amarillo intenso, rojo o bandeado verde y blanco al madurar. Es de forma lineal o falcada, entre cilíndrica y marcadamente angulosa según la variedad. El extremo basal se estrecha abruptamente hacia un pedicelo de 1 a 2 cm. La pulpa es blanca a amarilla, rica en almidón y dulce; en los plátanos puede resultar algo astringente o gomosa por su contenido en látex, farinosa y seca. Muy rara vez las variedades diploides o tetraploides producen semillas, negras, globosas o irregulares, con la superficie rugosa, de hasta 16 × 3 mm de tamaño, incrustadas en la pulpa. Los triploides, como 'Cavendish', nunca producen semilla.
Los frutos del plátano se desarrollan a partir del corazón del plátano, en un gran racimo colgante, formado por varias «manos» o niveles, con hasta veinte frutos por mano. El racimo comprende de tres a veinte niveles y puede pesar de 30 a 50 kg. Los «dedos» son las frutas individuales, que promedian 125 gr, de los cuales aproximadamente el 75 % es agua y el 25 % materia seca.
Tiene una piel exterior protectora, con numerosos hilos largos y delgados que son los haces vasculares del floema, y que se extienden a lo largo entre la piel y la parte interior. La parte interior de la variedad de postre amarillo común se puede dividir longitudinalmente en tres secciones que corresponden a las porciones internas de los tres carpelos deformando manualmente la fruta sin abrir. En las variedades cultivadas, las semillas se reducen casi a la inexistencia; sus restos son pequeñas motas negras en el interior de la fruta.

## Taxonomía

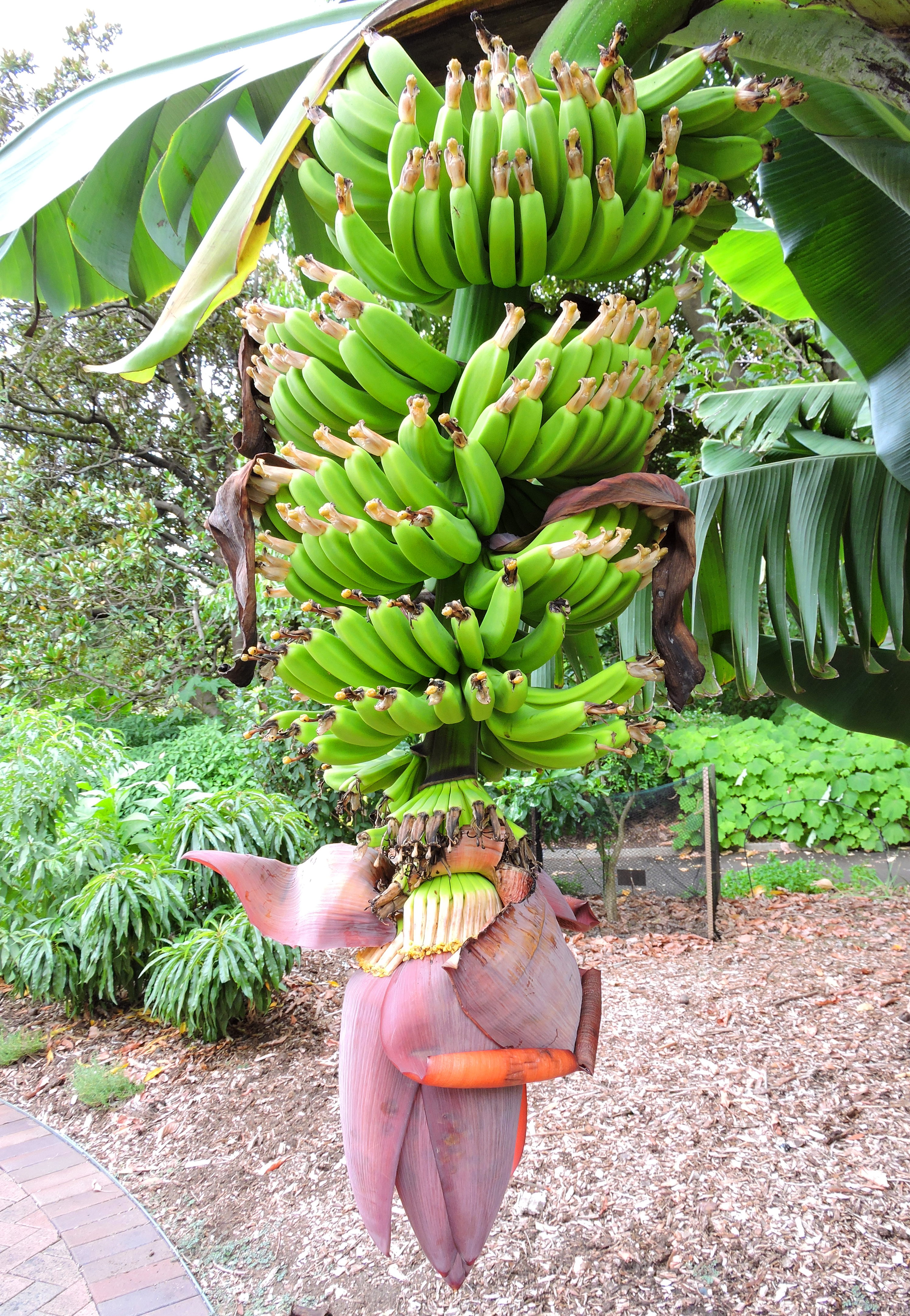
Ejemplar de Musa acuminata.

El género Musa fue creado por Carlos Linneo en 1753. Se cree que el nombre puede derivarse de Antonio Musa, médico del emperador Augusto, o  que Linneo pudo haber adaptado la palabra árabe para plátano, mauz. Musa pertenece a la familia Musaceae.
La clasificación original de Linneo se basó en los escasos ejemplares a su disposición en Europa, donde el clima limita severamente la posibilidad de obtener plantas en buen estado. En su obra Species Plantarum de 1753, incluyó con el nombre de Musa paradisiaca un ejemplar de banano, con frutos largos y delgados y las brácteas y flores masculinas persistentes en el raquis de la inflorescencia, que pudo observar personalmente en el invernadero de George Cliffort, cerca de la ciudad neerlandesa de Haarlem. Seis años más tarde añadió en su descripción Musa sapientum, un ejemplar que producía frutos de postre, con flores masculinas dehiscentes y con un menor contenido de fécula  en el fruto.
El sistema APG III asigna a Musaceae en el orden Zingiberales, parte del clado commelinidae de las plantas con flores monocotiledóneas.
La clasificación de los plátanos cultivados ha sido durante mucho tiempo un tema problemático para los taxonomistas. Linneo originalmente clasificó los plátanos en dos especies basándose únicamente en sus usos como alimento: Musa sapientum para los plátanos de postre y Musa paradisiaca para los «verdaderos plátanos». En una serie de artículos publicados a partir de 1947, Ernest Cheesman mostró que Musa sapientum y Musa paradisiaca de Linneo eran cultivares y descendientes de dos especies silvestres productoras de semillas, Musa acuminata y Musa balbisiana, ambas descritas por primera vez por Luigi Aloysius Colla. Cheesman recomendó la abolición de las especies de Linneo a favor de reclasificar los bananos de acuerdo con tres grupos morfológicamente distintos de cultivares: los que exhiben principalmente las características botánicas de Musa balbisiana, los que exhiben principalmente las características botánicas de Musa acuminata y los que tienen características de ambos.
La clasificación de las múltiples variedades de bananas es una cuestión extremadamente compleja, y todavía inacabada. La clasificación de Linneo se utilizó durante siglos, al corresponder bastante estrechamente a las variedades difundidas en América y África. Sin embargo, el centro de la diversidad germoplasmática de Musa al sudeste asiático presentaba numerosas especies que no convenían a las descripciones que había publicado el botánico sueco en numerosos aspectos. Las especies descritas y publicadas en los dos siglos siguientes fueron numerosas, pero poco cuidadosas, y la confusión sobre su relación era grande.
No sería hasta la publicación en 1948 de la Classification of the bananas de Ernest Cheesman que se introdujo un orden taxonómico riguroso a la cuestión. Cheesman identifica los tipos Linnean como híbridos producidos por el cruce de dos especies descritas por Luigi Colla, M. acuminata y M. balbisiana. A partir de ellos, clasificó las múltiples variedades cultivadas en tres grupos según su dotación genética; uno de ellos descendía principalmente de cada una de las especies progenitoras, mientras que un tercero estaría formado por híbridos de rasgos mixtos.
El grupo procedente principalmente de M. acuminata comprendería las bananas comestibles más antiguas, obtenidas mediante la selección de ejemplares estériles y partenocárpicos de la especie en las islas del sudeste asiático y la península malaya. A partir de éstos, y por restitución cromosómica, se desarrollaron variedades triploides más robustas y productivas. Cheesman clasificaba estas variedades junto con su antepasado salvaje como M. acuminata, argumentando que la autopoliploides no representaba ninguna alteración del material genético de la especie.
Más al norte, en regiones más secas, las variedades procedentes de M. balbisiana resultaron más útiles al ser más tolerantes. En las Filipinas se obtuvieron los primeros ejemplares triploides de este grupo, aseminats pero fuera de eso morfológicamente muy afines a su progenitor salvaje. Difundidos por propagación vegetativa por su esterilidad, darían origen al segundo grupo de variedades cultivadas, a los que Cheesman clasificaba paralelamente como M. balbisiana.
Finalmente, en algunas zonas las dos ramas entraron en contacto, y al ser heterocompatibles dieron origen a híbridos naturales diploides, triploides y algunos tetraploides, entre los que se contaban las dos variedades que tuvo ocasión de identificar Linneo. Si bien la expresión botánicamente más correcta para designar la planta sería M. acuminata x balbisiana, de acuerdo con las normas del Código Internacional de Nomenclatura para Plantas Cultivadas los híbridos de interés pueden llevar también un nombre binomial para su identificación. Dado que Musa paradisiaca tiene prioridad de publicación, el nombre de híbrido Musa x paradisiaca puede ser utilizado para designar a todas las variedades procedentes del cruce de M. acuminata y M. balbisiana sin más precisiones sobre su composición genética.
Sin embargo, la composición genética es importante para determinar las características de los diferentes grupos cultivados, que difieren espectacularmente entre sí. Poco después de los hallazgos de Cheesman, Ken Simmonds y Norman Shepherd (1955) publicaron un método para identificar las variedades a partir de su origen. A partir de una tabla diagnóstica que comprende quince características básicas que varían entre M. acuminata y M. balbisiana, los híbridos se evalúan, asignando una puntuación a cada característica según sea idéntica a M. acuminata (un valor de un punto), idéntica a M. balbisiana (5 puntos) o un fenotipo intermedio (puntuaciones intermedios de acuerdo con su similitud a los progenitores). Los valores se suman, y el total se utiliza para determinar grosso modo las características del híbrido. Las puntuaciones entre 15 y 20 corresponden a variedades salvajes o diploides puras de M. acuminata; en el extremo más alto de la escala, sus equivalentes de M. balbisiana. Los híbridos muestran puntuaciones intermedias.
Simmonds y Shepherd propusieron en 1955 un sistema de nomenclatura basado en el genoma. Este sistema eliminó casi todas las dificultades e inconsistencias de la clasificación anterior de bananos basada en la asignación de nombres científicos a las variedades cultivadas. por un código ad hoc para expresar el genotipo de la variedad. Cada híbrido identificaría por una clave de entre dos y cuatro letras, de acuerdo con su ploidía; cada letra respondería al origen de la variedad, siendo A para designar una rama genética procedente de M. acuminata o B para una procedente de M. balbisiana . De este modo, un híbrido triploide con dos juegos de cromosomas procedentes de M. acuminata y un M. balbisiana identificaría como AAB, y un diploide puro de M. balbisianacomo BB. Las investigaciones han revelado que las variedades de origen A son más numerosas que las de origen B; la mayoría de los cultivos son AAA o AAB, y las bananas ABB, y AB, AABB o ABBB son más raras. Para precisar el cultivo, se pospone el nombre propio del mismo entre comillas simples a la descripción genética. No todas las fuentes han adoptado el sistema, pero cuenta con un extenso uso entre los especialistas en el tema.
Grupos fenotípicos.

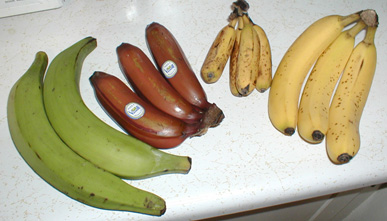
Frutos de cuatro diferentes tipos de cultivares.

La mayor parte de los cultivares como frutos procede exclusivamente de M. acuminata, presentando una constitución diploide o triploides. Simmonds y Shepherd distinguen varios grupos fenotípicos, a los que investigadores posteriores han ido añadiendo variedades de reciente obtención o no identificadas previamente:
- El grupo AA 'Jari Buay', muy popular en Vietnam e Indonesia pero casi desconocido en Occidente;
- El grupo AA 'Kapas', una banana consumida cocida en Indonesia y Malasia;
- El grupo AA 'Lakatos', una banana de crecimiento muy rápido (fructifica en menos de 10 meses) de origen filipino, popular en los trópicos; el nombre binomial hoy inválido M. lacated probablemente corresponde a este grupo;
- El grupo AA 'Sucrier', importante en Nueva Guinea pero también extendido al sudeste de Asia y Brasil; son ejemplares diploides, de pseudotallo oscuros, de tono amarillento y apenas cerúleo, que producen racimos pequeños, de frutos de piel delgada y sumamente dulces. En este grupo se cuenta la variedad llamada 'Dicho de Dama' o 'Guinea Blanco', la más pequeña de las bananas cultivadas comercialmente, una banana de tronco delgado y un fuerte sistema radicular, que produce uvas de entre 10 y 14 manos de 12 a 20 frutos. Son resistentes a la sequía y a la enfermedad de Panamá, pero susceptibles de la sigatoka. Los binomiales hoy inválidos M. Bertero, M. berteroniana y M. sapientum corresponden a este grupo de cultivadas;
- El grupo AAA 'Cavendish ', que comprende la mayor parte de las bananas consumidas en Europa y Estados Unidos desde el declive de 'Gros Michel'. Posiblemente procedente de Indonesia-donde la banana 'Bungulan' se produce de manera doméstica, aunque su ritmo irregular de maduración y débil tolerancia al almacenamiento lo hace poco apto para las plantaciones comerciales. Hoy se desarrolla en numerosas variedades:
  - el cultivo 'Cavendish enano', desarrollado en China y hoy la variedad más importante en las islas Canarias y África oriental; es una banana de porte grande, con las hojas anchas, tolerante al viento y la sequía, que produce frutos medios, de buena calidad pero propensos al daño en transporte por la delgadez de su caparazón. Tiene la peculiaridad de tener flores masculinas indehiscentes. Los nombres binomiales hoy inválidos M. cavendishii, M. sinensis y M. enana (non Louro.) Corresponden a este cultivo;
  - el cultivo 'Cavendish Gigante' o 'Grand Nain', de apariencia similar al 'Gros Michel' y origen incierto. Es una banana de porte medio, con el pseudotallo moteado de pardo, con bananas de mayor tamaño que el 'Cavendish enano', de cáscara más gruesa y sabor menos intenso. Es la principal variedad en Colombia, Ecuador y Taiwán.
  - el cultivo 'Robusta', similar a 'Lakatos', una banana pequeña y resistente al viento que se cultiva en Brasil y la Polinesia;
  - el cultivo 'Valery', una variante de 'Robusta' más resistente a la sigatoka pero de fruto más firme y ligeramente de textura cerúleo;
- El grupo AAA 'Golden Beauty', desarrolladas en Trinidad por su resistencia a la enfermedad de Panamá y la sigatoka; son bananas pequeñas, con racimos cortos, pero resistentes al transporte y de muy buen gusto. Se cultivan en Honduras y Fiji;
- El grupo AAA 'Gros Michel', que fue durante mucho tiempo la banana más cultivada de Occidente; procedente de Birmania y Sri Lanka, fue introducido a Martinica por los franceses, y desde allí a Jamaica, América Central, Hawái y Australia. Son bananas de gran porte, con grandes racimos de frutos largos y de color amarillo intenso, hoy casi desaparecidos por su susceptibilidad a la enfermedad de Panamá. Sin embargo, ha sido usado como base para el desarrollo de otros cultivares;
- El grupo AAA 'Morado', popular en el Caribe aunque originario de la India. Es resistente a las enfermedades pero tarda más de 18 meses en fructificar, por lo que sólo es accesible en plantaciones comerciales. Es una banana de gran porte, con hojas y tallos de color morado intenso, y el fruto virando al naranja a medida que madura; produce racimos compactos de unos 100 frutos de sabor intenso y tamaño medio. La variedad 'Verde Morado' tiene un vistoso colorido jaspeado de verde y morado, y alcanza los 9 m de altura; produce cuatro a siete manos por racimo, de buen tamaño.

Propiamente híbridos existen cultivares diploides, triploides y tetraploides:
- El grupo AAB 'Burro' o 'Orinoco', una planta alta, resistente, de pocos frutos largos y muy gruesos, con la pulpa ligeramente rosácea y comestible crudo, pero excelente cocida;
- El grupo AAB 'Francés', una banana grande, vigorosa, con las flores masculinas indehiscentes, cultivada sobre todo en la India y África oriental; los nombres binomiales hoy inválidos M. bidigitalis y M. purpurea-tomentosa corresponden a este grupo, así como la de M. paradisiaca original de Linneo;
- El grupo AAB 'Laknau', un plátano triploide similar a 'Cuerno' y excepcional que produce flores fértiles, lo que ha permitido su uso como material de base para cruces experimentales;
- El grupo AAB 'Macho', plátanos muy resistentes que producen poca fruta, comestible crudo pero de sabor mucho más agradable después de la cocción. Los nombres binomiales hoy inválidos M. corniculata , M. emasculata y M. protractorachis corresponden a este grupo;
- El grupo AAB 'Manzana' es la banana de postre más extendida en el trópico, aunque no existen grandes plantaciones. Es una banana muy grande, con sólo una docena de manos por racimo y 16 a 18 frutas por mano, muy resistente a la sigatoka pero susceptible a la enfermedad de Panamá. El fruto es muy fragante, con un distintivo aroma a manzana, ligeramente astringente antes de madurar pero muy sabroso;
- El grupo AAB 'Mysore' es la banana más cultivada en la India, donde casi tres cuartos de la superficie plantada lo contrata. Es extraño fuera de la península, aunque en Trinidad se lo planta acompañando el cacao . Es vigorosa, resistente a la sequía, inmune a la enfermedad de Panamá y poco susceptible a la sigatoka. Produce racimos compactos de bananas de piel delgada y color amarillo brillante, de sabor subácido;
- El grupo AAB 'Rajah'; el nombre binomial hoy inválido M. regia probablemente corresponde a este grupo;
- El grupo AAB 'Seribu'; el nombre binomial inválido M. Seribu corresponde a este cultivo;
- El grupo ABB 'Awake';
- El grupo ABB 'Cenizo', un plátano extremadamente alto, con un tallo floral larga y pocas manos por racimo. Produce frutos angulosos, muy grandes, de piel cenicienta y pulpa muy blanca, con alta concentración de azúcar en comparación con otros plátanos;
- El grupo ABB 'Chato' o 'Bluggoe', un plátano muy resistente a las enfermedades que produce racimos de frutos de gran tamaño, distintivos por su estructura abierta, muy importante como cultivo de subsistencia en África y Asia;
- El grupo ABB 'Pelipita', una de las principales cultivares comerciales de plátano en el mundo, resistente a la sigatoka negra pero de sabor menos intenso que otras variedades;
- El grupo ABBB 'Tiparot', un tetraploide desarrollado por su resistencia a las enfermedades, pero poco productivo.

De origen exclusivamente de M. balbisiana existen también numerosas variedades:
- El grupo BBB 'Cardada';
- El grupo BBB 'LEP Chang Kut';
- El grupo BBB 'Maricongo', el principal cultivo comercial de plátano del mundo, de forma alta, fruta muy angulosa y de buen tamaño; existe una variedad enana, el 'enano' o 'Cochon';
- El grupo BBB 'Saba', de menor calidad culinaria pero inmune a la sigatoka negra.

## Origen y producción

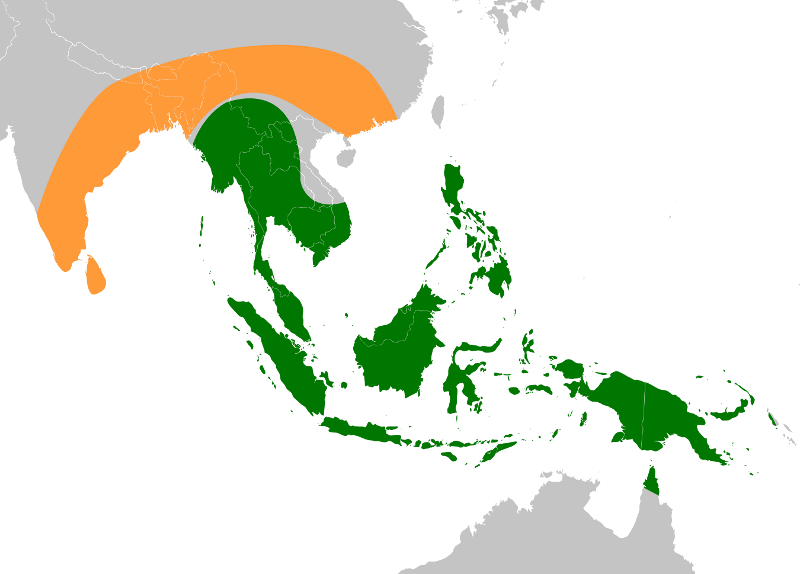
Área biogeográfica original de los ancestros de los plátanos comestibles actuales. Musa acuminata en verde y Musa balbisiana en naranja.

Las especies Musa son nativas de la región indomalaya tropical y de Australia, y es probable que hayan sido domesticadas por primera vez en Papúa Nueva Guinea. De Asia y Oceanía pasó a África y el Mediterráneo alrededor del siglo XIV de donde se extendió a las Islas Canarias en el siglo XV y de allí llegó a América en 1516. 
Se cultivan en 135 países, fundamentalmente por su fruto y en menor medida, por su fibra textil, como planta ornamental o para fabricar vino de plátano, licor de plátano o cerveza de plátano. 
Su hábitat son principalmente las regiones tropicales y subtropicales. En España se cultiva en el sur de su costa mediterránea (Alicante, Almería, Granada y Málaga) y, sobre todo, en las islas Canarias. 
Los mayores productores de plátanos del mundo en 2016 fueron India y China, que en conjunto representaron el 28% de la producción total. Entre 2010 y 2015, la producción anual promedio de India fue de 29 millones de toneladas, China 11 millones, Filipinas 9 millones y Ecuador y Brasil con 7 millones de toneladas.
Sobre todo, los países latinoamericanos y del Caribe producen la mayoría de los plátanos que compiten en el comercio internacional, encabezados por Ecuador y a gran distancia, Costa Rica, Guatemala y Colombia.

### Producción mundial
| | Bananas | Plantains | Total |
| --- | ------- | --------- | ----- |
| India | 30,8    |           | 30,8  |
| China | 11,2    |           | 11,2  |
| Filipinas | 6,1     | 3,2       | 9,3   |
| Colombia | 3,7     | 3,5       | 7,2   |
| Indonesia | 7,2     |           | 7,2   |
| Ecuador | 6,5     | 0,6       | 7,1   |
| Brasil | 6,7     |           | 6,7   |
| Camerún | 1,2     | 3,9       | 5,1   |
| República Democrática del Congo | 0,3     | 4,7       | 5,0   |
| Uganda | 0,5     | 3,8       | 4,3   |
| Guatemala | 4,0     | 0,2       | 4,2   |
| Ghana | 0,1     | 4,1       | 4,2   |
| Tanzania | 3,4     | 0,6       | 4,0   |
| Angola | 3,4     |           | 3,4   |
| Nigeria |         | 3,0       | 3,0   |
| Costa Rica | 2,5     | 0.1       | 2,6   |
| Perú | 0,1     | 2,2       | 2,3   |
| México | 2,3     |           | 2,3   |
| República Dominicana | 1,2     | 1,0       | 2,2   |
| Vietnam | 2,1     |           | 2,1   |
| Mundo | 113.9   | 39.2      | 153.1 |
| Fuente: FAOSTAT of the United Nations Nota: Algunos países distinguen entre bananas y plantains, pero cuatro de los seis principales productores no lo hacen, por lo tanto, se necesitan comparaciones utilizando el total de bananas y plantains combinados. |         |           |       |

## Plagas, enfermedades y desastres naturales

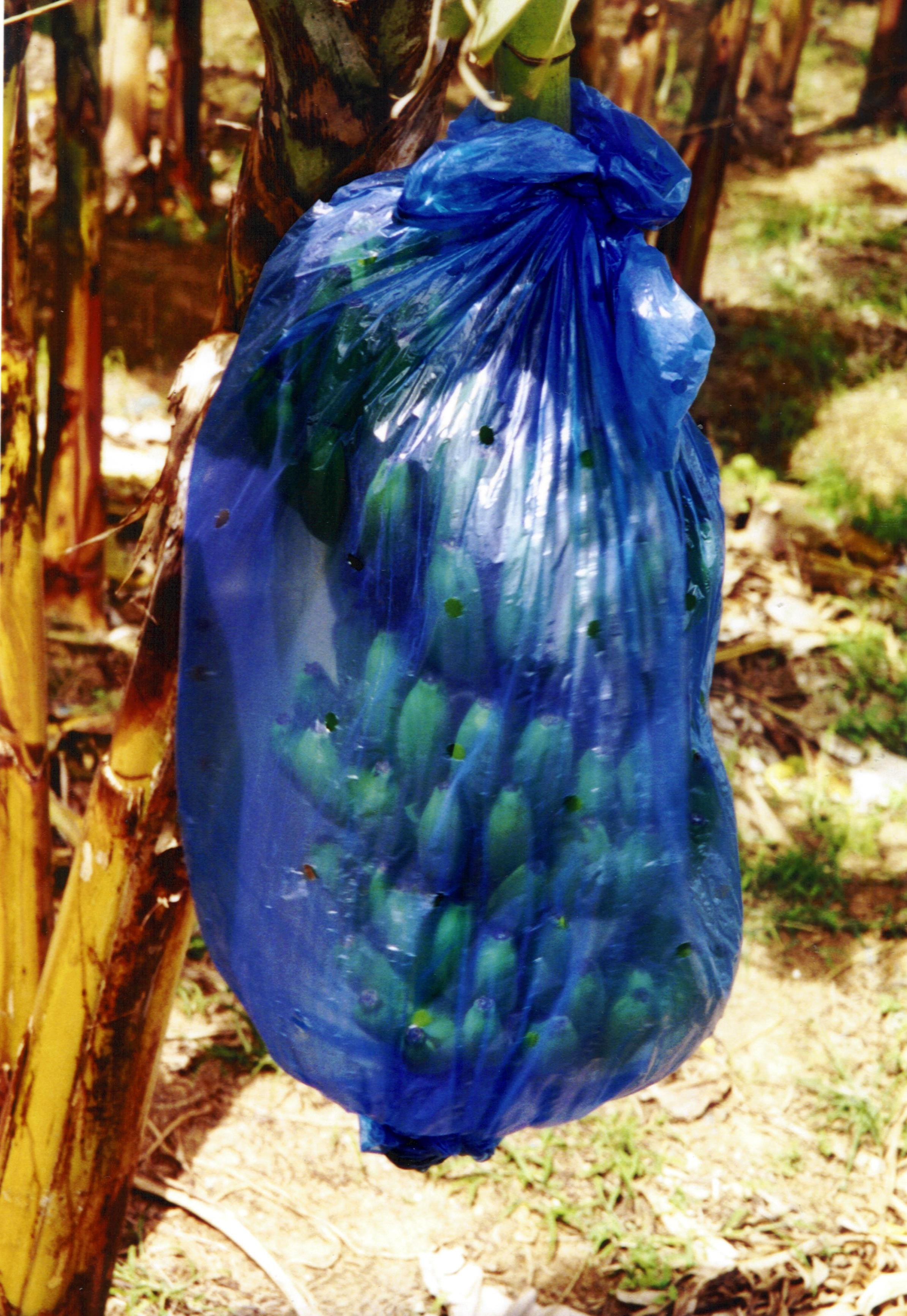
Los racimos de plátano a veces se envuelven en bolsas de plástico para su protección, pudiendo estar cubiertos con pesticidas.

Si bien no está en peligro de extinción, el cultivar más común del plátano comestible, el Cavendish (popular en Europa y América) podría volverse inviable para su cultivo a gran escala en los próximos 10-20 años. Su predecesor, el 'Gros Michel', descubierto en la década de 1820, sufrió ese destino. Como casi todos los plátanos, el Cavendish carece de diversidad genética, lo que le hace vulnerable a las enfermedades, amenazando tanto el cultivo comercial como a la agricultura de subsistencia a pequeña escala. Algunos estudiosos han señalado que esas variantes que podrían reemplazar lo que gran parte del mundo considera un 'plátano típico' son tan diferentes que la mayoría de la gente no consideraría que fuesen la misma fruta, y culpan del declive del plátano al cultivo monogenético impulsado por el comercio cortoplacista.
Entre las plagas más destacadas se pueden encontrar:
- Enfermedad de Panamá
- Sigatoka negra
- Fusarium oxysporum raza 4 tropical (TR4)[27][28]
- Marchitamiento bacteriano del plátano (BBW)

## Cultura

### Uso en gastronomía

#### Fruto

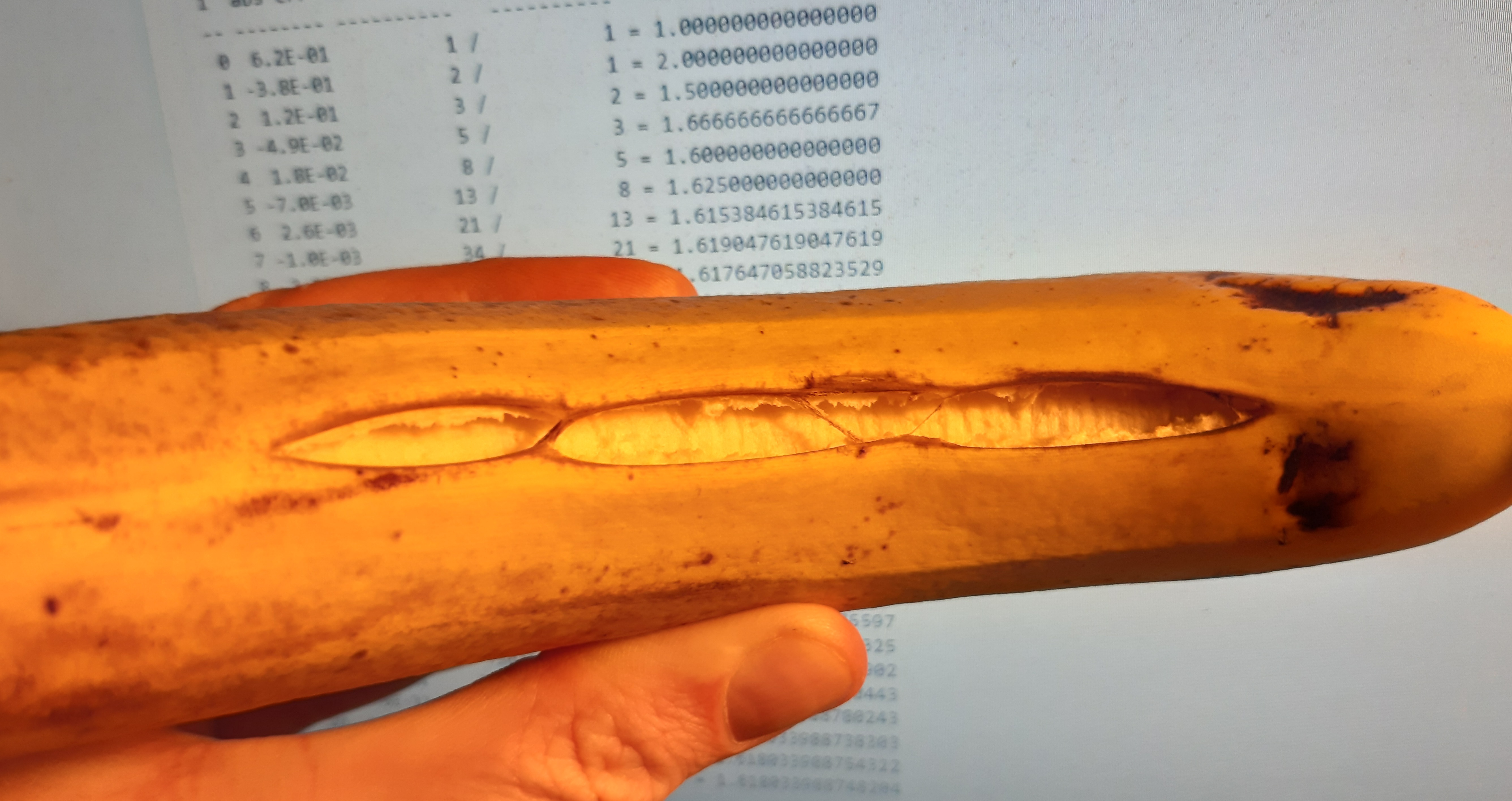
Ralstonia solanacearum sobre un plátano demasiado maduro.

Los plátanos son un almidón básico para muchas poblaciones tropicales. Dependiendo del cultivo y la madurez, la pulpa puede variar en sabor de almidonada a dulce y textura de firme a blanda. Tanto la piel como la parte interior se pueden comer crudas o cocidas. El componente principal del aroma de los plátanos frescos es el acetato de isoamilo (también conocido como aceite de plátano), que, junto con varios otros compuestos como el acetato de butilo y el acetato de isobutilo, contribuye significativamente al sabor del plátano.
Durante el proceso de maduración, los plátanos producen el gas etileno, que actúa como una hormona vegetal y afecta indirectamente el sabor. Entre otras cosas, el etileno estimula la formación de amilasa, una enzima que descompone el almidón en azúcar, lo que influye en el sabor de los plátanos. Los plátanos más verdes y menos maduros contienen niveles más altos de almidón y, en consecuencia, tienen un sabor más "almidonado". Por otro lado, los plátanos amarillos tienen un sabor más dulce debido a las concentraciones más altas de azúcar. Además, el etileno indica la producción de pectinasa, una enzima que descompone la pectina entre las células del plátano, lo que hace que el plátano se ablande a medida que madura.
Los plátanos se comen fritos, horneados con la piel en un bambú partido o al vapor en arroz glutinoso envuelto en una hoja de plátano. Los plátanos se pueden convertir en conservas de frutas. Los panqueques de plátano son populares entre los viajeros en el sur de Asia y el sudeste asiático. Esto ha provocado la expresión Ruta del Panqueque de Banana para aquellos lugares en Asia que atienden a estos viajeros. Los chips de plátano son un bocadillo elaborado a partir de rodajas de plátano o plátano macho deshidratado o frito, que tienen un color marrón oscuro y un intenso sabor a plátano. Los plátanos secos también se muelen para hacer harina de banana. Extraer jugo es difícil, porque cuando se comprime un plátano, simplemente se convierte en pulpa. Los plátanos ocupan un lugar destacado en la cocina filipina, y forman parte de platos y postres tradicionales como maruya, turón y halo-halo o saba con yelo. La mayoría de estos platos utilizan la variedad de banano Saba Banana o Cardaba. Los plátanos también se utilizan comúnmente en la cocina del estado de Kerala, en el sur de la India, donde se cuecen al vapor (puzhungiyathu), se convierten en curry, [118] se fríen en chips, ( upperi ) o se fríen rebozados (pazhampori). Pisang goreng, plátanos fritos con una masa similar al maruya filipino o al pazhampori de Kerala, es un postre popular en Malasia, Singapur e Indonesia. Un plato similar se conoce en el Reino Unido y Estados Unidos como buñuelos de plátano.
El postre denominado banana split  consiste en una banana cortada por la mitad a lo largo, con múltiples bolas de helado encajadas entre las dos mitades y cubiertas con crema batida, salsa de chocolate, nueces y cerezas.
Los plátanos se usan en varios guisos y curry o se cocinan, hornean o hacen puré de la misma manera que las papas, como el plato de pazham pachadi que se prepara en Kerala.

#### Flor de plátano utilizada con fines culinarios
Los corazones de la flor de plátano se utilizan como verdura en la cocina del sur de Asia y el sudeste asiático, ya sea crudos o al vapor con salsas o cocidos en sopas, curry y alimentos fritos.  El sabor se parece al de la alcachofa. Como ocurre con las alcachofas, tanto la parte carnosa de las brácteas como el corazón son comestibles.

#### Hoja de planta de banano
Las hojas de plátano son grandes, flexibles e impermeables. A menudo se utilizan como recipientes de comida desechables ecológicos o como "platos" en el sur de Asia y en varios países del sudeste asiático.  En la cocina indonesia, la hoja de plátano se emplea en métodos de cocción como pepes y botok; los paquetes de hojas de plátano que contienen ingredientes alimentarios y especias se cocinan al vapor o en agua hervida, o se asan a la parrilla sobre carbón. Cuando se usan para cocinar al vapor o asar a la parrilla, las hojas de plátano protegen los ingredientes de los alimentos para que no se quemen y añaden un sutil sabor dulce. En el sur de la India, es costumbre servir comida tradicional en una hoja de plátano. En Tamil Nadu (India), las hojas de plátano secas se utilizan para envasar alimentos y para hacer vasos para contener alimentos líquidos.

#### Tronco
El núcleo tierno del tronco de la planta de banano también se utiliza en la cocina del sur y el sudeste asiático. Los ejemplos incluyen el platillo birmano mohinga y los platillos filipinos inubaran y kadyos, manok, kag ubad.

### Fibra

#### Textiles
La fibra de banano recolectada de los pseudotallos y hojas de la planta se ha utilizado para textiles en Asia desde al menos el siglo XIII. Se han utilizado tanto variedades frutales como fibrosas de la planta de banano. En el sistema japonés Kijōka-bashōfu, las hojas y los brotes se cortan de la planta periódicamente para asegurar la suavidad. Los brotes recolectados se hierven primero en lejía para preparar fibras para la fabricación de hilo. Estos brotes de plátano producen fibras de diversos grados de suavidad, produciendo hilos y textiles con diferentes calidades para usos específicos. Por ejemplo, las fibras más externas de los brotes son las más gruesas y son adecuadas para manteles, mientras que las fibras más suaves más internas son deseables para confeccionar kimonos y kamishimo. Este proceso tradicional japonés de fabricación de telas requiere muchos pasos, todos realizados a mano.
La fibra de plátano, es una de las fibras naturales más fuertes del mundo. Biodegradable, la fibra natural está hecha del tallo del árbol de plátano y es muy duradera. La fibra se compone de tejido celular de paredes gruesas, unidos entre sí por gomas naturales y se compone principalmente de celulosa, hemicelulosas y lignina. La fibra de plátano es similar a la fibra de bambú natural, pero su capacidad de giro, finura y resistencia a la tracción son mejores.
En India, se ha desarrollado una máquina separadora de fibra de banano, que toma los desechos agrícolas de las cosechas locales de banano y extrae hebras de la fibra.

#### Papel
La fibra de banano se utiliza en la producción de papel de banano. El papel de plátano está compuesto por dos partes diferentes: la corteza de la planta de plátano, que se utiliza principalmente con fines artísticos, o de las fibras del tallo y frutos no utilizables. El papel está hecho a mano o mediante un proceso industrial.
Durante el proceso de fabricación del papel de plátano, las fibras se muelen hasta que parecen similares al serrín. Luego, la fibra se lava para eliminar las resinas naturales y crear fibra agrícola. Si las resinas naturales no se eliminan por lavado, estas resinas quitarían la integridad del papel. El proceso de pulpa produce pulpa para ser utilizada en la fabricación de papel. Esta pulpa se utiliza para crear fibra postconsumo (fibra procesada). La fibra postconsumo se combina con la fibra agrícola para fabricar papel de banano.